# Verfassung Venezuelas von 1999
Die „bolivarische“ Verfassung Venezuelas von 1999 beruft sich auf den Freiheitskämpfer Simon Bolivar; sie wurde unter der linkspopulistischen Regierung von Hugo Chávez von der verfassunggebenden Versammlung unter Einbeziehung von Vorschlägen aus Bürgerversammlungen erarbeitet. Sie wurde in einem Referendum im Dezember 1999 mit 86 Prozent angenommen und war die erste Verfassung Venezuelas, die per Volksentscheid Gültigkeit erlangte.

## Überblick
Die Regierungsform Venezuelas ist eine Form der Präsidialdemokratie (d. h. der direktgewählte Präsident ist gleichzeitig nominelles Staatsoberhaupt und Chef der Exekutive) mit starken direktdemokratischen Elementen, einer komplizierten Gewaltenteilung zwischen fünf Gewalten, sowie zahlreichen Wahlen auf verschiedenen Ebenen. Die neue Verfassung Venezuelas verbietet die Privatisierung der Erdölindustrie und der sozialen Sicherungssysteme, verfügt die kostenlose Volksbildung und Maßnahmen zur Reaktivierung ungenutzten Großgrundbesitzes, respektiert darüber hinaus aber das Privateigentum, auch das Privateigentum an Produktionsmitteln. In der sogenannten „bolivarischen“ Verfassung ist die Gewaltenteilung durch direktdemokratische Partizipationsmöglichkeiten erweitert: Sowohl die Abgeordneten als auch der Präsident (sechsjährige Amtszeit) können ab der Mitte ihrer Amtszeit per Referendum abgewählt werden (Art. 72). Der Präsident ist Staatsoberhaupt und Regierungschef.

### Gewaltenteilung
- Legislative
- Exekutive
- Judikative
- Bürgergewalt (Art. 273–291)
- Wahlgewalt (Art. 292–298)

Gegenüber der klassischen, dreigliedrigen Gewaltenteilung enthält die bolivarische Verfassung zwei weitere Gewalten, die Bürgergewalt (Poder Ciudadano) und die Wahlgewalt (Poder Electoral).
Die Bürgergewalt ist ihrer Idee nach dem skandinavischen Modell eines Ombudsmannes entlehnt. Ihre Aufgabe besteht in der Kontrolle der öffentlichen Verwaltung hinsichtlich Korruptionsbekämpfung und Einhaltung der Machtbefugnisse.
Die Wahlgewalt ist verantwortlich für die Einhaltung und Regulierung der Wahlgesetze, bzw. der Abwicklung aller Prozesse, die sich auf Wahlen und Volksentscheide beziehen, d. h. Organisation, Durchführung und Kontrolle derselben.

### Parlament
Das Parlament ist die Nationalversammlung (Asamblea Nacional) als Einkammersystem mit fünfjähriger Legislaturperiode. Sie hat nominell 165 10/11 Sitze, wovon je 3 auf die 23 Bundesstaaten, den Bundesdistrikt und spezielle Vertreter der indianischen Bevölkerung entfallen. Die restlichen 90 10/11 Sitze werden nach Bevölkerungsanteil auf die Bundesstaaten und den Bundesdistrikt verteilt (automatisches Sainte-Laguë-Verfahren mit Divisor 1,1 % der Gesamtbevölkerung), wobei sich abhängig von der Rundung von Wahlperiode zu Wahlperiode unterschiedliche tatsächliche Gesamtsitzzahlen ergeben.

### Verwaltungsstruktur
Hauptartikel: Staaten Venezuelas
Die Verwaltungsstruktur des Landes ist in 23 Bundesstaaten aufgeteilt. Es gibt einen Hauptstadtdistrikt. Die meisten der dünn besiedelten Inseln, die sog. Dependencias Federales werden vom Hauptstadtdistrikt verwaltet.

## Verfassungsgesetze
Im Folgenden werden wichtige Punkte zu den Bereichen bürgerliche Rechte, Politik, Ökonomie und Soziales aufgeführt:

### Bürgerliche Rechte
- Geschlechtergleichheit (Auch die Verfassung selbst ist geschlechtsneutral formuliert.)
- Religionsfreiheit
- Gleichberechtigung indigener Völker und ihrer Kultur, Recht auf drei Abgeordnete in der Nationalversammlung.
- Arbeiterrecht: Gewerkschaften müssen von der Basis gewählt werden.
- Recht auf freie und wahrheitsgemäße Information
- Pflicht für Beamte und Militärs, gesetzwidrige Befehle nicht zu befolgen
- Kinderrecht geht vor allen anderen Individual- und Gruppenrechten
- Partizipatorische Demokratie (in 76 Artikeln ausgearbeitet):
  - Verbindlichkeit von in Bürgerversammlungen getroffenen Entscheidungen für den Staat.
  - Beteiligung der Betroffenen an der Ausformulierung von Gesetzen.
  - Referenden zu allen Fragen nationaler Bedeutung einschließlich Verfassungsänderungen, zur Außenpolitik, Abwahlreferenden gegen Volksvertreter nach der halben Amtszeit (Art. 72) und Referenden zur Abschaffung oder Veränderung von Gesetzen.
  - Rechtsanspruch auf Selbstorganisation.

### Politik
- Abschaffung des Zwei-Kammer-Parlamentes zugunsten der Nationalversammlung.
- Präsidentenrechte: Der Präsident ist zugleich Oberhaupt der Armee und Außenminister. Der Präsident darf Minister ernennen und entlassen. Der Präsident darf den Notstand ausrufen.
- Räte:
  - Wahlrat (Consejo Nacional Electoral CNE) überwacht Wahlen, z. B. das Referendum 2004.
  - Moralrat (Consejo Moral Republicano): Überwachung der öffentlichen Verwaltung gegen Korruption und Machtmissbrauch.
  - Föderaler Regierungsrat (Consejo Federal de Gobierno) aus Vizepräsident, Ministern, Gouverneuren der Bundesstaaten, je einem Bürgermeister der Bundesstaaten sowie Vertretern der Bolivarischen Bewegung. Berät über Fragen der nationalen Entwicklung und des Finanzausgleichs.
- Außenpolitik: Unabhängigkeit von den USA und Zusammenarbeit mit den anderen lateinamerikanischen Staaten und den Ländern der Karibik.

### Ökonomie
- Abkehr vom Neoliberalismus
- Abbau des Großgrundbesitzes
- Verbot der Privatisierung des staatlichen Erdölkonzerns PdVSA
- Verpflichtung des Staates, Kooperativen zu unterstützen.
- Staatliche Kontrolle der Schlüsselindustrien und staatliche Bankenaufsicht. Einrichtung einer Entwicklungsbank.

### Soziales
- Recht auf kostenlose Bildung und medizinische Versorgung.
- Verbot der Privatisierung des Gesundheitswesens, der Bildung und der Sozialversicherungen.
- Hausarbeit und Arbeiten im informellen Sektor berechtigen zu Leistungen aus den Sozialversicherungen.
- Gerichtskostenfreiheit

## Gesetze zur Umsetzung der Verfassung 1999–2007

### Politik
1999: Einführung einer 5%igen Banktransaktionssteuer und Einführung einer Mehrwertsteuer.
Dem Parlament werden Kompetenzen entzogen. Im Jahre 2000 ermächtigt das Parlament den Präsidenten, ohne Zustimmung des Parlamentes Gesetze zu erlassen. Anhebung der Minimallöhne und progressive Besteuerung. Errichtung einer Entwicklungsbank zur Unterstützung von Kooperativen und Kleinhandel. Gleichzeitig werden die Privatbanken verpflichtet, ebenfalls Kredite für diese Belange zu gewähren. Gesetz der Mikrofinanzen für Kleinstkredite an Arme: Bank der Frau, Bank des Volkes und allgemeiner Fonds für Mikrofinanzen.
2004: Die Erweiterung des Obersten Gerichtshofes (gleichzeitig Verfassungsgericht) von 20 auf 32 Personen hat eine Mehrheit der regierungsnahen Richter zur Folge. 2004 Dekret zur Goldförderung: Neben einheimischen Goldsuchern erhalten Multinationale Konzerne aus Kanada und USA Lizenzen. Einheimische Goldsucher werden legalisiert und Kooperativen erhalten vom Staat bis zu 50.000 $, um Förderbänder für die Schürfung anzuschaffen.

### Ökonomie
Bodenreform: Brachliegendes Land sowie Landbesitz jenseits einer bestimmten Größe abhängig von der Bodenqualität (Angaben hierzu unterschiedlich) können gegen Entschädigung enteignet und verteilt werden. Das Öl gehört allen, es darf nicht privatisiert werden und der Gewinn muss zur Entwicklung des Landes eingesetzt werden. Das Fischereigesetz legt fest, dass industrieller Fischfang erst ab 6 Meilen vor der Küste erlaubt ist und schützt so die Kleinfischer gegenüber den Schleppnetzfischern. 2001 wird für den Ölsektor ein Gesetz erlassen, nach welchem die Steuer auf das Fördervolumen statt wie bisher auf den Gewinn erhoben wird. Diese Regelung gilt für neu abzuschließende Verträge. Die Steuer beträgt je nach Ölart 20–30 %. Neue Auslandskapitalinvestitionen im Ölsektor sind nur als joint ventures mit einer Mindestbeteiligung der staatlichen Ölgesellschaft PdVSA von 51 % möglich.

### Soziales
Bildungsprogramme für Schulpflichtige und Erwachsene werden gesetzlich als misiones verankert: Mision Robinson, Mision Ribas, Mision Sucre. Ein staatliches Programm zur medizinischen Versorgung der Armen wird gesetzlich als barrio adentro verankert. Indigene Sprachen werden an den Schulen gesetzlich zugelassen. Die Hausarbeit wird gesetzlich sozial abgesichert.

## Die gescheiterte Verfassungsreform von 2007
Am 15. August 2007 stellte Hugo Chávez vor der Asamblea Nacional 33 Punkte einer Verfassungsreform vor, die primär eine weitere Wiederwahl ermöglichen sollte. Sie wurde von der Nationalversammlung am 2. November 2007 mit großer Mehrheit angenommen, beim Referendum am 3. Dezember 2007 aber von 50,7 % der Abstimmungsberechtigten abgelehnt.
Neben einer Erweiterung der Macht des Präsidenten und der Aufhebung der Beschränkung seiner Wiederwahl sah der Entwurf die Ersetzung des Zweikammerparlament durch eine Nationalversammlung vor. Die neue Verfassung sollte den Bruch mit dem bisherigen politischen System und der neoliberalen Wirtschaftspolitik verankern. Sie wurde unter Beteiligung zahlreicher sozialer Bewegungen und Nichtregierungsorganisationen (NGO) ausgearbeitet.
Der Verfassungsentwurf enthielt zahlreiche sozialstaatliche Forderungen wie die Verpflichtung des Staates, ein öffentliches kostenfreies Gesundheitssystem aufzubauen, das nicht privatisiert werden darf (Art. 84 und 85), die Verpflichtung des Staates zum Aufbau eines solidarischen Sozialversicherungssystems (Art. 86), erweiterte Arbeitnehmerrechte (Art. 87–97), kostenlose öffentliche Schulbildung (Art. 106) und eine staatliche Verpflichtung zur Finanzierung des öffentlich-rechtlichen Radios und Fernsehens sowie von Bibliotheken und Informatikzentren (Art. 108). Auch eine Privatisierung der staatlichen Ölressourcen sollte verboten werden und der Kernbereich des Erdölunternehmens PDVSA sich im Staatsbesitz befinden (Art. 303).